# Hustler
Hustler este o revistă americană pentru bărbați ce apare lunar din anul  1974, cu un tiraj actual de 500.000 de exemplare.

## Istoric
Revista a fost fondată în anul 1974 de Larry Flynt, ea a luat naștere prin fuziunea publicațiilor "Hustler Newsletter" și "The Hustler For Today's Man" care făceau publicitate pentru cluburile de strip-tease ale lui Larry Flynt. Ca magazine pornografice asemănătoare se pot aminti: "Hustler's Taboo", "Barely Legal", "Asian Fever", "Hustler XX", "Hustler's Leg World" și "Hustler's Chic Magazine".

## Hustler în internet
Hustler oferă în internet peste 5000 de fotografii și 4000 de scene porno pe teme ca: 
- Bossy Milfs,
- Busty Beaties,
- College Girls,
- Hustler Milfs,
- Hustler Lesbians,
- Jail Babes
- Interracial,
- Taboo